# Jadwiga Szosler-Wilejto
Jadwiga Szosler-Wilejto - (né le 22 janvier 1949 à Rzeszów en Pologne) est une archère polonaise.

## Palmarès
- Jeux olympiques
  - 18e à l'individuel femme aux Jeux olympiques d'été de 1972 à Munich.
  - 6e à l'individuel femme aux Jeux olympiques d'été de 1976 à Montréal.
  - 11e à l'individuel femme aux Jeux olympiques d'été de 1980 à Moscou.

- Championnats du monde de tir à l'arc
  -  Médaille d'or par équipe femme aux Championnats du monde de tir à l'arc 1971 à York.
  -  Médaille d'argent à l'individuel femme aux Championnats du monde de tir à l'arc 1977 à Canberra.